# Bütykös ásólúd
A bütykös ásólúd (Tadorna tadorna) a lúdalakúak (Anseriformes) rendjébe, ezen belül a récefélék (Anatidae) családjába tartozó faj. A récefélék kinézetükben hasonlítanak a lúdformákra, de egyes ismertetőjeleik inkább az Anas nem tagjaira emlékeztetnek. Tudományos neve a franciából latinosított tadorna.
A természetben két élesen elkülönülő populációja létezik, amelyek más életkörülményekhez alkalmazkodtak. Európában inkább a partokon, Ázsiában a sós és a félsós sztyeppei vizek környékén találhatók. Mindezek ellenére nem különböztetik meg a két populációt külön alfajként.

## Előfordulása
A bütykös ásólúd, Európában, Nyugat- és Közép-Ázsiában költ. Élőhelye Európában az Atlanti-óceán partjain Bizkaiaig, továbbá a Balti-tenger és a Kaszpi-tenger partjáig terjed. Kisebb költőtelepek találhatók a Földközi-tenger nyugati részén. A Kárpát-medencében alkalmi fészkelő. Az ázsiai populáció folyók, mocsaras területeken él és a sztyeppei és félsivatagi tavakat is benépesíti. Elterjedési területe Törökországtól és a Fekete-tenger északi partjától Közép-Ázsián át egészen Mongóliáig és Észak-Kínáig terjed. Az elterjedési terület déli pereme Iránon és Afganisztánon át húzódik.
A bütykös ásólúd Európában költöző madár, majdnem kizárólag éjjel húz. Telelőhelye Európától Észak-Afrikán keresztül Kínáig terjed, elsődlegesen a Balti-tenger déli partjait részesíti előnyben, amennyiben nem fagy be a Watt-tenger; a brit partok, és Franciaország, Spanyolország és Portugália atlantiszi partjai, és a Földközi-tenger keleti és nyugati partjai. Az atlantiszi partokra költöznek Németország, Hollandia, Belgium és Franciaország fiatal bütykös ásólúdjai, míg az öreg madarak inkább a Balti-tenger déli partjait kedvelik, ha az nem fagy be. Az ázsiai populáció nagy része a Kaszpi-tenger partjaira vonul. Kisebb részük Észak-Afrikába, Irakba, Pakisztánba, Észak-Indiába, Bangladesbe és Dél-Kínába vándorol.
A többi réceféléhez hasonlóan a bütykös ásólúd szárnytollai egyszerre hullanak ki, így a madár egy hónapra röpképtelenné válik. Ezért védett és táplálékban gazdag területekre kell húzódniuk. Ezek közül a legjelentősebb a Weser és az Elba torkolata közötti nagy homokhátság, és Trischen, egy schleswig-holsteini madárvédelmi sziget. Egész Európából ide gyűlnek a költésben részt vett madarak. Még Camargue környékéről is a déli Balti-tengert keresik fel.
A vedlés csúcspontján, augusztus közepén akár 100 000 bütykös ásólúd is tartózkodhat a nagy homokhátságon. Az első csapatok júniusban érkeznek, és főként fiatal, még nem ivarérett, második életévüket élő madarak érkeznek. Tizennégy nap múlva érkeznek a költő párok, akik fiókáikat magányos öregek felügyeletére bízzák. A lehető legrövidebb utat választják, így az atlantiszi brit partokról érkező példányok keresztülszelik Nagy-Britanniát, és akár 800 méter magas hegyeket is átrepülnek.
Az első bütykös ásóludak augusztus közepén hagyják el a vedlőterületet. Szétoszlanak a Watt-tenger környező területein, vagy visszatérnek a költőterületekre. Sokan azonban tavaszig a Balti-tenger déli részén maradnak. A nagy homokhátság azért jó vedlőterület, mert sok nagy homokpad található, amelyek alacsony vízálláskor kiemelkednek, és azért, mert még vihar idején is sok sekély vízfelület marad, ahol elegendő táplálék található, és nincsenek ragadozók.

## Élőhelye
Az európai populáció főként lapos homokpartokon, dagálykor elárasztott területeken és folyópartokon található. Ritkán fordul elő meredek vagy sziklás partokon. Költeni az öblöket, lagúnákat, folyótorkolatokat keresik fel, és csak kivételesen szaporodnak a szabad partokon. Szárazföldek belsejében a nagy tiszta tavakon és a vízszűrő csatornákon is megtelepszik. Táplálékot főként dagálykor elárasztott területeken, iszappadokon keresi a folyótorkolatoknál vagy a sekély vizű lagúnákban. Az ázsiai populáció az európaitól eltérően a szárazföldi tavakon telepszik meg, és leginkább a sztyeppei, a sós és a félsós vizű tavakat kedveli, mivel vedlés idején nem távolodik el messze a költőhelyektől.

## Megjelenése

### Fiatalok

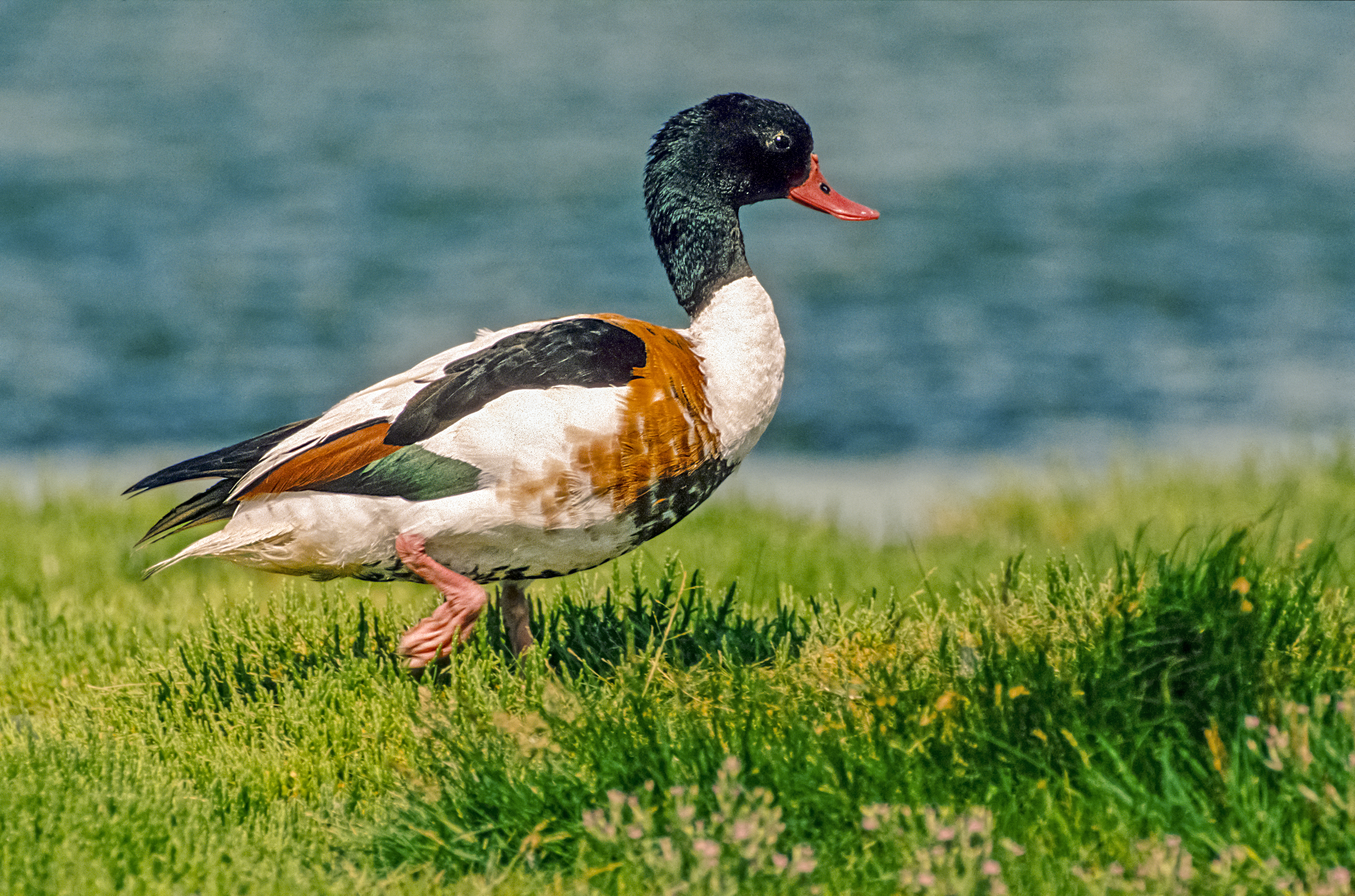
Fiatal bütykös ásólúd

Már nagyon fiatalon is kontrasztos, feketésbarna-fehér a tollazatuk. Fejtetőjük, válluk, combjuk oldala feketésbarna. Hátukon egy nyak körül kezdődő, a fartőmirigyig húzódó csík fut végig. A vörös ásólúd fiókáitól a szeme körüli sötét folt különbözteti meg. A frissen kelt fiókák csőre halvány kékesszürke alapjánál rózsaszínes beütéssel, és sárgásbarna tojásfoggal rendelkezik. Lábuk és úszóhártyájuk olajbarna. A röpképesség elérésének idejére a fiatal madarak csőre rózsaszín, csak a felső káva csúcsa világosszürke. Lábuk szürkés rózsaszín, lábszáruk és úszóhártyájuk kifejezetten rózsaszín.
A még nem ivarérett bütykös ásóludak fejük tetején, nyakuk felső részén és hátukon barnásszürkék. Homlokuk, arcuk egy része és törzsük alsó része fehér. Könyöktollaik külső evezője sötétszürke, ami tojókon gyengébben, a hímeken erősebben vörösesbarnával keveredik. Első felnőttkori tollazatukban már erősen hasonlítanak ivarérett társaikhoz, de szárnyukon még láthatók szürke tollak, és a hímek bütyke is kevésbé kifejezett.

### Ivarérett madarak

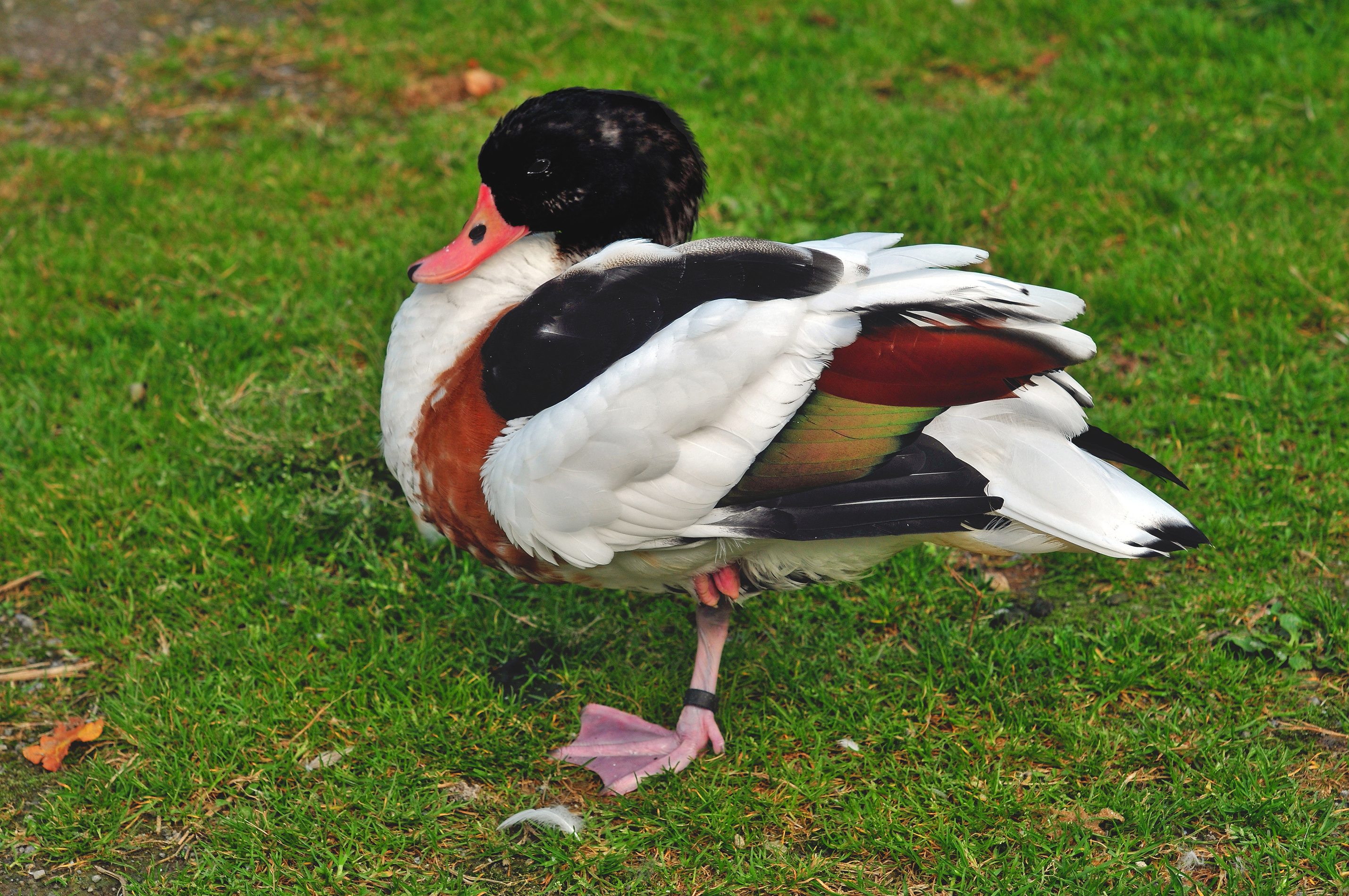
Tollászkodó tojó

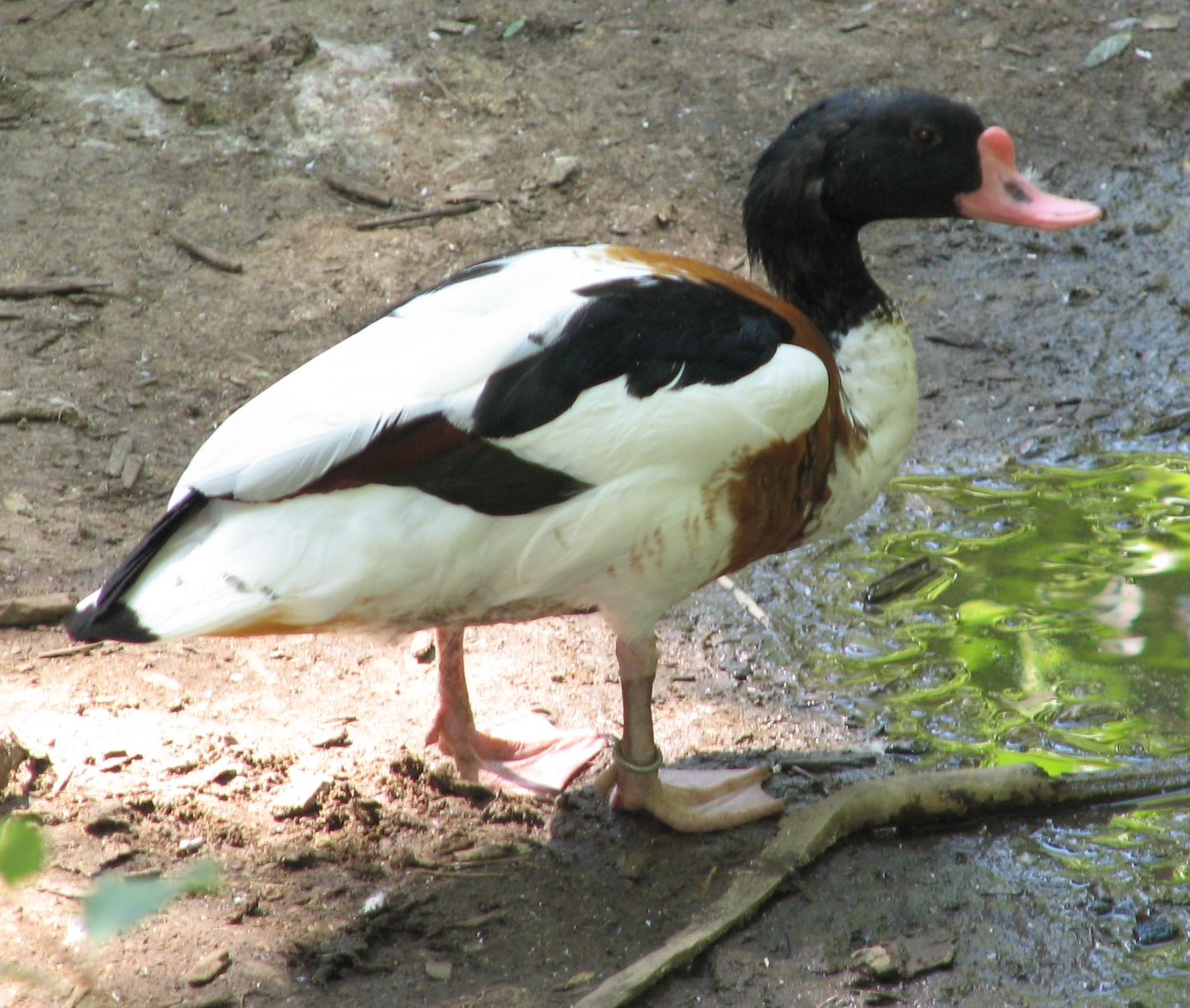
Hím nyugalmi ruhában

Teljes hossza 58-67 centiméter, a szárnyfesztávolsága 110-133 centiméter, testtömege 800-1450 gramm. A tojó kisebb, mint a hím. A két nem tollazatának színe megegyezik, de a gácsér a csőre tövén élénkvörös bütyköt visel. Testtömege változékony. A Kaszpi-tenger déli partján egy februári mérés szerint a hímek testtömege 830 és 1500 gramm között ingadozott, 1180 grammos átlaggal. A tojók testtömege 562 és 1085 gramm között változott, és 813 grammos átlaguk sokkal könnyebb volt a hímekénél. Alakja a lúdformákéhoz hasonló, de kontrasztos tollazata miatt a faj összetéveszthetetlen. Színezete távolról a kanalas récére emlékeztet, ám mérete, lábának hossza, testtartása és rövid csőre miatt tőle is könnyen elkülöníthető.
A hímnek nászruhájában a feje és a nyakának elülső része enyhén fényló zöldes fekete. Válltól indulva oldalt egy szürkésfekete szalag fut hátra. Melle körül és hátának fejhez közelebbi részén széles vörösesbarna szalag húzódik végig. Mellétől a hasáig egy újabb fekete szalag húzódik végig. A többi toll nagyrészt fehér.
A kézevezők tollai és a karevezők tollainak belső zászlói alapjuknál fehérek, a többi részük fekete, míg a karevezők külső zászlói erős bronzzöld fényűek. A farok aljánál és a könyöknél vörösesbarna rajzolatok találhatók. Egyébként a farok aljának tollazata okker, és a fehér farok végén fekete színezet látható. A párzási időszakban a nemek a csőrnél levő bütyök alapján különböztethetők meg a legkönnyebben, ugyanis ez csak a hímeknél jelenik meg, és nagysága a herék méretétől függ. Ez a költés megkezdésekor visszahúzódik, és a csőr ismét vörösesbarna színezetet vesz fel.
Nyugalmi időben a színek tompábbak, és jobban egymásba folynak. A fej inkább barnásfekete, mint zöldesfekete. Az arcon és a torkon néhány fehér toll jelenik meg, amelyek nagyobb foltot is kirajzolhatnak. A fekete hascsík jelzésszerű, vagy akár teljesen el is tűnik.
A legtöbb réceféléhez képest a nemek erősen hasonlóak. A tojó testsúlya kétharmada a hímének, és költési időben kevésbé kontrasztos, mint a hím. Párzási időben a tojók feje is zöldesfeketén fénylik. A vörösesbarna mellszalag és a hasi csík keskenyebb és fakóbb, mint a hímeké. Nyugalmi időben fejük barnább. Egyes tojóknál a csőr alapja fekete.
A lúdformákra emlékeztető mozdulatokkal repül. Rendszerint alacsony magasságot tart. Nagy csapatokban szabálytalan vonalba vagy ívformákba rendeződik. Vonuláskor az átlagsebesség 95 km/h, de kedvező széljárás esetén akár 195 km/h-val is haladhat. Röptében is könnyen felismerhető a fehér szárnyukon megfigyelhető zöld tükörről és kontrasztos tollazatáról.

### Vedlés
A fiatal madarak vedlése 10 hetes korban kezdődik, és egyszerre cserélődnek a kis tollak és a szárnyfedők. Decemberre a fiatalok is már felnőttkori tollruhát viselnek, esetleg néhány toll kivételével. Ekkorra mind a csőr, mind a láb élénkvörös.
A felnőtteknél költési időben a bütyök visszahúzódik. A csőr színe visszavált sötét vörösesbarnára; a hímeknél már a költési idő kezdetén, a tojóknál később. A nem költő madarak vedlése júniusban kezdődik az apró tollak cseréjével. A költő madaraknál ez egy hónappal később kezdődik. Nem sokkal ezután a szárnyak tollazata cserélődik, így 25-31 napra röpképtelenekké válnak, ami a költő madaraknál nagyjából augusztusra esik. A kis tollak vedlése decemberig tart. Márciusban az ivarérett madaraknak újra megnő a bütykük.

## Hangja
A nem a hangképző szervekkel keltett hangjai közé tartozik egy repülési hang, ami egy fütyülő zúgás. Az udvarláshoz tartozik egy színlelt tollászkodás, ami közben a csőr a szárnyfedőkön végigcsúszva zörög.
Hangképző szerveikkel is sokféle hangot adnak ki. Költőterületükön nagyon beszédesek. A nemek hangja különböző. A tojó hangja nagyon mély és zengő. Hosszú, orrhangú „gagagaga”-val hívja párját, akár menet vagy repülés közben is. Ezek a „gagaga” hangok gyorsan követik egymást, akár másodpercenként tizenkétszer is elhangozhatnak, trillába is átcsaphatnak. Felszálláskor vagy zavarás után a hívóhang lehet „ak-ak” vagy izgatott „egegeg” is. A hímek hívóhangja ellenben magas, fütyülő „tiju-tiju-tirrr-tiju”, és nem hangzik messzire. A talajon vagy repülés közben is kiadhatja a hím. Itt a „tirrr” egy lágy trilla, a hívás többi része lassú és hangsúlyos, vagy gyorsan és emelkedően is elhangozhat. Különösen gyakran hallható udvarlás közben, amikor a tojót ezekkel a hangokkal kergeti.

## Táplálkozása

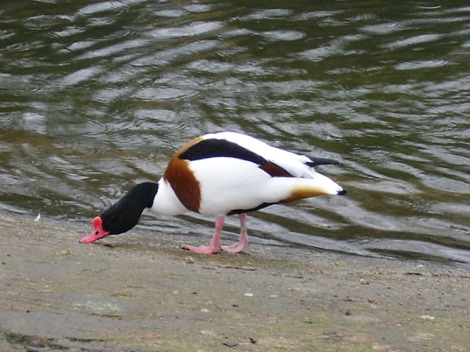
Táplálékot kereső bütykös ásólúd

Túlnyomórészt állatokkal táplálkozik, tápláléka rákokból, kagylókból, csigákból áll. A puhatestűeket, rákokat, csigákat és más gerincteleneket a sekély vízben, a puha iszap- és homokaljzatból szűri ki. A fiatalok sáskákat is fognak. Kiegészítő táplálékként a moszatokat és a sós mocsarak növényeinek hajtásait is elfogyasztja. Németországban a szívkagyló (Cardium edule) a fő tápláléka, míg a brit partokon leginkább a Hydrobia ulvae csigát fogyasztja. Délkelet-Európa és Szibéria sóstavaiban a sórák (Artemia salina) játszik fontos szerepet.
Táplálékkeresése az árapályhoz alkalmazkodik. Apálykor esznek, és a dagály idejére visszatérnek a homokra. Az éjszakai apályt is kihasználják, télen akár napi 14 órán át is táplálékot kereshetnek.
Táplálékát úgy keresi, hogy csőrével átszűri a vizet, miközben fejét ingatva előre halad, vagy úszva végigszántja a vizet. Legfeljebb 40 cm mélyre tudnak bukni táplálékért; ekkor egész felsőtestükkel a víz alá merülnek. Jellemző rájuk, hogy lábbal taposva hozzák felszínre a homokba rejtőzött kagylókat. Ez a mozgás veleszületett, és már az egynapos fiókák is végzik. A fiókák kedvelik a soksertéjűek közé tartozó Nereist, és a bolharákok néhány faját, köztük a Corophium volutatort. A zsákmányból annak elfogyasztása után csak néhány héjtöredék marad.

## Szaporodása
Az ivarérettséget a tojó többnyire 2 éves korban, a hím 4–5 éves korban éri el.
Az egy környéken élő párok közösen járják násztáncukat egy kiemelkedő magaslaton, ilyenkor körbe-körbe járnak, két lábbal a levegőbe ugranak, nyakukat hajlítgatják és csőrükkel integetnek. A fiatal párok első márciusuk alatt találnak egymásra, ezután egy évig jegyben járnak, mielőtt először költenének. Életük végéig együtt maradnak. A párzás csak a vízen sikeres, a tojó hátára mászó hím annak nyaktollaiban kapaszkodik meg csőrével. Rendszerint monogámok és a párok kapcsolata több éven át tart, habár a tojók és a hímek gyakran különböző időpontban hagyják el a költőterületet. Egy sok éves vizsgálatban a bütykös ásóludak voltak a leghűségesebbek a párjukhoz; csak a párok 2,4%-a vált el minden évben.
Április-júniusban sziklaüregekbe vagy homokdűnékbe ásott üregbe építi fészkét. Előszeretettel választ nyúlüregeket, ahol nemritkán együtt lakik az üregi nyulakkal. Emellett pajtákban, deszkák alatt, szükség esetén sűrű bozótosban is fészkel. Nemcsak párjukhoz, hanem a fészkelőhelyükhöz is hűségesek. Sok fészket akár 30 évig is használnak. Csak azok a párok költenek, amelyek jó táplálkozóhelyet tudtak szerezni; erre a nagyobb és az egészséges pároknak van nagyobb esélyük. A revír elfoglalása tél végétől az első fiókák kikeléséig tart. A költésben részt nem vevő madarak egész évben csapatosan kóborolnak.

### Párzás és fészkelőhely
Az udvarlás és a párzás már a telelőhelyen megkezdődik, de csúcspontját a fészkelőhely elfoglalásakor éri el. A pár nélküli tojóknak egyszerre több hím is udvarol. Gyakran egy tojót akár tíz hím is üldöz a levegőben. Az udvarláshoz hozzátartozik, hogy a hím a talajon nyújtogatja vagy forgatja a fejét és a nyakát. A többi récefélétől eltérően az egy környéken élő párok közösen járják násztáncukat. Ehhez egy magasabban fekvő helyet keresnek, ahonnan jól belátható a környék. A párok megtámadják egymást, és látszatharcot folytatnak. A párzásra a vízben kerül sor, amit a csőr vízbe merítése és látszattollászkodás előz meg. A tojó azzal jelzi hajlandóságát a párzásra, hogy a vízben laposan kinyúlik.
A bütykös ásólúd földbe ásott lyukban fészkel, ami többnyire egy-két méter hosszú. Kedvelik a nyúlüregeket, és a dűnéken, gátakon és a parti bokrok közötti lyukakat, de költhetnek épületek alá ásott üregekben, vagy sziklatömbök között. Akár lakott rókalyukakba is beköltöznek, ahol a költés idejére fegyverszünetet kötnek a rókával. A túl szűk üregeket kitágítják, de nem ásnak saját lyukat. Ha nincsenek alkalmas üregek, akkor többé-kevésbé nyíltan fészkelnek.
Alkalmas helyet a hím keres, és mereven előrenyújtott nyakkal mutat az alkalmasnak ítélt helyre. A végleges választás azonban a tojóé. A bütykös ásólúd külön foglal fészkelő- és külön táplálkozóhelyet. Így több pár fészkelhet egymás mellett, míg táplálékukat a fészkektől 3 km-re is kereshetik.

### A fiókák felnevelése

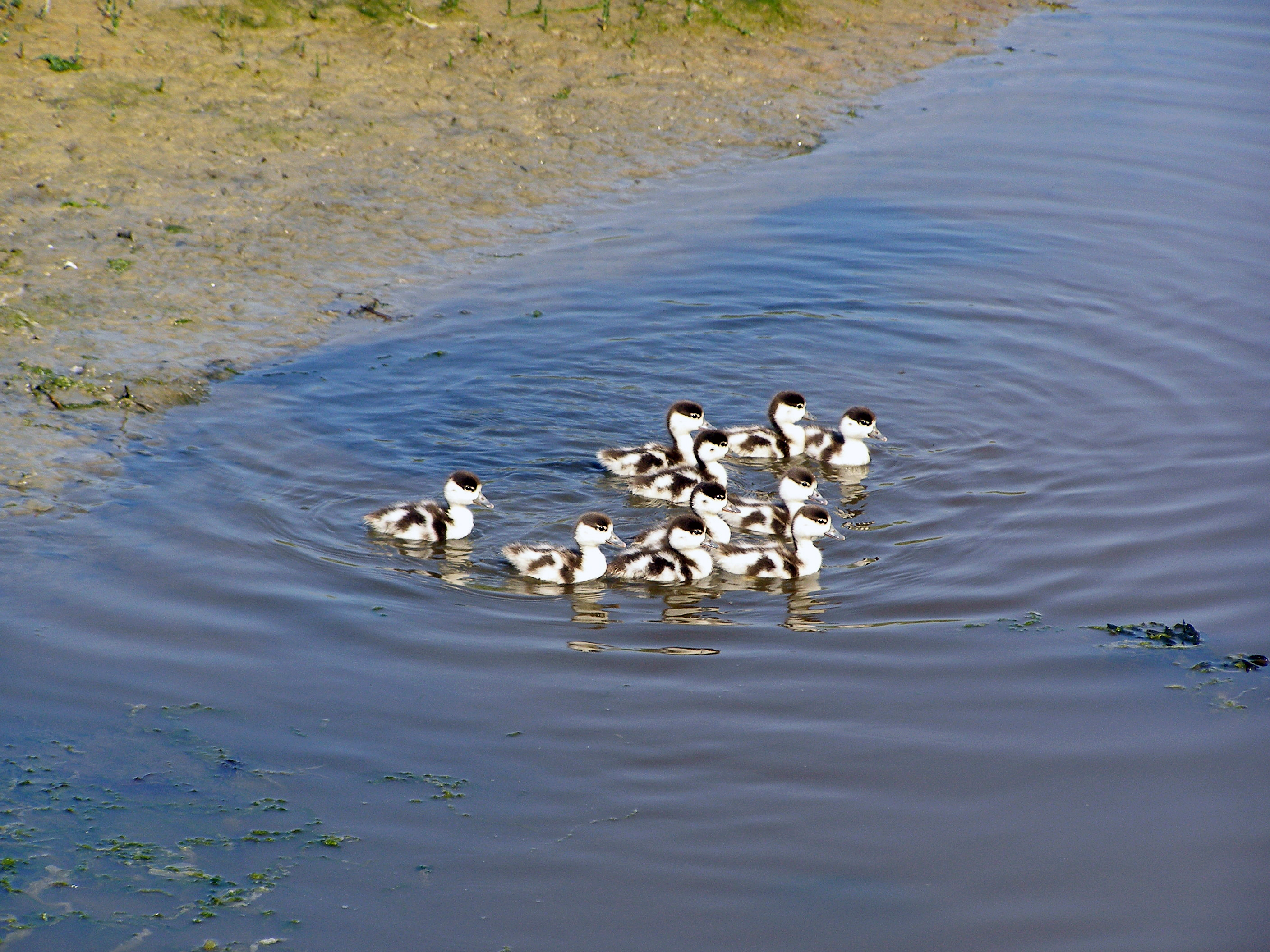
Fiókacsapat a Borkum partjánál

A tojásrakás kilenc héttel a költőüreg megtalálása után kezdődik. Fűvel és tollal bélelt fészekbe rakja 7–15 tojásból álló fészekalját, melyen 28–30 napig kotlik. A tojások súlya 75–77 gramm, fehérek, tompa héjúak, és tompa oválisak. Csak a tojó kotlik, és eközben időnként szüneteket tart. Naponta háromszor-négyszer hagyja ott a tojásokat, hogy egyen vagy tisztálkodjon. Hasán költőfolt alakul ki. Ha a fészekalj elpusztul, vagy a költés alatt megzavarják az anyát, akkor nem kezdenek pótköltésbe.
A hím a fészek közelében őrködik, és elkíséri párját a táplálkozóhelyre. A fészekaljat és a fiókákat mindkét szülő védi. A fenyegető jel a pózolási testtartásra emlékeztet. Ha az apa veszélyt észlel, akkor pumpáló mozdulatokat végez a nyakával és a fejével. Ha a veszélyérzet erősebb, akkor egész testével előre-hátra hintázik, és izgatottan kiabál. Ha a betolakodó túl közel merészkedik, akkor mindkét szülő megtámadja, miközben a récefélékhez hasonlóan fejüket leszegik, és nyitott csőrükkel rárohannak, hogy megharapják. Így védik utódaikat az úszórécéktől, a szárcsáktól, a sirályoktól, és az emlősöktől. Veszély esetén a fiókák elrejtőznek a növényzetben, vagy víz alá buknak. A vedlő kifejlett egyedek szintén víz alá buknak.
Viszonylag gyakran megtörténik, hogy több nőstény egy fészekbe rakja tojásait, így akár 50 tojás is lehet egy fészekben. Előfordulnak az örvös bukóval közös fészkek is. A költés az utolsó tojás lerakása után kezdődik, így a fiókák egyszerre kelnek ki. Egy kutatás eredményei szerint az egy napos fiókák testsúlya 48,8 gramm volt. A 21 napos fiókáknál 715 grammos átlagot mértek. A legtöbb fióka 42–44 naposan válik röpképessé. Rendszerint azonban a későn érők is felszállnak legkésőbb 50 napos korukban.
A fiókák már órákkal a kikelés után nagyon mozgékonyak, tudnak ugrani és mászni is. Addig maradnak az üregben, amíg minden fióka megszárad. Azután többnyire kora reggel elhagyják a költőüreget, és mindkét szülőjük a vízhez vezeti őket. Rögtön nagyon önállóak, és ha kell, már egyhetes koruktól képesek szülői segítség nélkül túlélni és felnövekedni. Kezdetben a szülők vezetik a fiókákat, kb. 2 hetesek, amikor több kisliba óvodákba verődik össze, gyakran olyan párok felügyelik őket, melyek elveszítették saját utódaikat. Ezekben az óvodákban akár 100 fióka is tartozhat egy pár felügyelete alá. Néhány fiókát végig a szülei nevelnek. Nem sokkal később a szülők elhagyják önállóvá vált fiókáikat, és hagyományos vedlőhelyükre vonulnak. Azok a párok, amelyek az óvodát vezetik, nem vedlenek egészen szeptember végéig. A fiatal madarak ezzel szemben őszig szülőhelyük közelében maradnak, és közvetlenül innen vonulnak téli szállásterületükre. Az első évben szerény fiatalkori ruhát viselnek, hátuk barnásszürke, hasuk fehér. A vedlés alatt foltosnak látszanak. A tojók 22 hónaposan válnak ivaréretté, a hímek 4–5 évesen.

## Halandóság és élettartam
A fészkelési sűrűség erősen hat arra, hogy a fiókák közül hányan érik meg a röpképes kort. A kolóniákban csak a tojások 25-50%-a kel ki. Ez arra vezethető vissza, hogy a telepeken a szomszédok erősen zavarják egymást. A kevésbé zavart fészkekben a kelési arány 90%. Egy 13 éven át folytatott skót kutatás szerint a fiókák 35%-a vált röpképessé. Ez évi egy utódnak felel meg páronként. A legfontosabb ragadozók a rókák, a hollók, a dolmányos és az ezüstsirály. A rossz időjárás szintén rontja a túlélés esélyeit.
A felnőtt bütykös ásóludak halandósága évi 20%. A várható élettartam 4,5 év. A gyűrűzési adatok szerint a legidősebb bütykös ásólúd 14,5 évet élt.

## Állománya
A bütykös ásólúd állománya könnyen felmérhető, hiszen a költési időn kívül nagy tömegben gyűlnek össze a vedlő- és a telelőterületeken.
A 19. század végén erősen lecsökkent a számuk. Észak-svéd és finn költőterületeikről el is tűntek. A bütykös ásólúd ma a legtöbb közép- és észak-európai országban védett. Ennek köszönhetően a faj újra gyarapodni kezdett, és megjelent a szárazföld belsejében. 1983-tól Hollandiában 6000-9000 pár költ. 1985-ben becslések szerint Németországban 10 ezer bütykös ásólúdpár költött. Janet Kear madarász 2005-ös adatai szerint Északnyugat-Európában 300 000, Nyugat-Ázsiában, A Kaszpi-tengernél és a Közel-Keleten 80 000, A Földközi-tenger és a Fekete-tenger mellékén 75 000, Közép- és Dél-Ázsiában 25 000-100 000, Kelet-Ázsiában 100 000-150 000 az áttelelő létszám. Európában és a Kaszpi-tenger mellékén az állomány növekszik. Becslések szerint az északnyugat-európai állomány nagysága 1973 és 1993 között a másfelére gyarapodott. Egyes adatok szerint a növekedés 1987 és 1996 között szünetelt. Az éghajlatváltozáson alapuló előrejelzések szerint azonban a 21. század végére a bütykös ásólúd el fog tűnni Közép-Európából, mert nem marad számára alkalmas költőhely. A faj észak felé fog húzódni, és többek között Izlandra és Fennoskandináviába is beköltözik.

## Képek
|  |  |  |